# Love and Pain and the Whole Damn Thing
Love and Pain and the Whole Damn Thing is een Amerikaanse dramafilm uit 1973 onder regie van Alan J. Pakula.

## Verhaal
Walter Elbertson is een verlegen jongen met astma. Om zijn karakter te vormen stuurt zijn vader hem op reis naar Spanje. In de reisbus maakt hij kennis met Lila Fisher, een Britse vrouw. Walter en Lila groeien steeds meer naar elkaar toe en er ontstaat een relatie. Na verloop van tijd bekent ze hem dat ze lijdt aan een ongeneeslijke ziekte.

## Rolverdeling
| Acteur              | Personage         |
| ------------------- | ----------------- |
| Maggie Smith        | Lila Fisher       |
| Timothy Bottoms     | Walter Elbertson  |
| Jaime Mora y Aragón | Hertog            |
| Emiliano Redondo    | Spaanse heer      |
| Charles Baxter      | Dokter Elbertson  |
| Margaret Modlin     | Mevrouw Elbertson |
| May Heatherly       | Melanie Elbertson |
| Lloyd Brimhall      | Carl              |
| Elmer Modlin        | Dokter Edelheidt  |
| Andrés Monreal      | Reisgids          |